# Ariyakkudi Ramanuja Iyengar
Ariyak(k)udi Ramanuja Iyengar (* 19. Mai 1890 in Ariyakuddi; † 23. Januar 1967) war ein indischer Sänger, der zu Lebzeiten als der Doyen der Karnatischen Musik galt.

## Leben
Iyengar, der unter dem Namen Ariyakudi bekannt wurde, wurde als Sohn eines Astrologen geboren. Er hatte den ersten Unterricht bei Pudukottai Malayappa Iyer und bei Namakkal Narasimha Iyengar. Sechzehnjährig hörte er ein Konzert von Ramanathapuram „Poochi“ Srinivasa Iyengar und wurde dessen Schüler. Beeinflusst war er auch von den Brüdern Karaikudi (Karaikudi Sambasiva Iyer und Karaikudi Subbarama Iyer) und von der Sängerin Veena Dhanammal.
Nach seinem Debüt im Alter von 23 Jahren begann er eine Laufbahn als Konzertsänger, der sich bald neben den Stars seiner Zeit wie Madurai Pushpavanam Iyer, Konerirajapuram Vaidyanatha Iyer und seinem Guru Poochi Iyengar behaupten konnte. Anteil an seinem Erfolg hatten die von ihm sorgsam ausgewählten Begleitmusiker, darunter der Geiger K. S. Venkataramiah, außerdem auch Kumbhakonam Rajamanikkam Pillai, T. Chowdiah und später T. N. Krishnan und Lalgudi Jayaraman und die Mridangamspieler Pudukottai Dakshinamoorthy Pillai vor allem Palghat Mani Iyer. 
In seiner Laufbahn erfuhr Ariyakudi zahlreiche Ehrungen. 1932 erhielt er den Titel Sangita Ratnakara. 1938 leitete er die jährliche Konferenz der Musikakademie von Madras. Als die Akademie 1942 den Titel Sangita Kalanidhi einführte, wurde dieser auch ihm verliehen. Der Maharadscha von Mysore verlieh ihm 1946 den Titel Gayaka Shikhamani. Er und Karaikkudi Sambasiva Iyer waren unter den ersten Musikern, die 1954 die Sangeet Natak Akademi Fellowship erhielten. Zwei Jahre zuvor war ihm bereits der Sangeet Natak Akademi Award für karnatische Musik verliehen worden. Sein 50. Bühnenjubiläum wurde 1963 in der Rajaji Hall in Madras unter der Schirmherrschaft des Maharadschas von Mysore begangen.
Ariyakudi unterrichtete auch einige Schüler, darunter Palghat K. V. Narayanaswamy, B. Rajam Iyer und Madurai N. Krishnan. Anlässlich seiner 100. Geburtstages 1990 komponierte T. S. Balakrishna Sastrigal ein Stück, das in der Interpretation seines Schülers K. V. Narayanaswami populär wurde.